# Курдогли, Халед
Хале́д Абдель Кадер Курдогли (араб. خالد كردغلي‎; род. 31 января 1997) — сирийский футболист, левый защитник иракского клуба «Эрбиль» и сборной Сирии.

## Биография

### Клубная карьера
В течение пяти сезонов Курдогли играл за «Тишрин», в составе которого выиграл два чемпионских титула в 2020 и 2021 годах. 8 августа 2021 года подписал контракт с иракским клубом «Нафт Аль-Васат», в котором отыграл два сезона.
18 июля 2023 года подписал однолетний контракт с клубом из Иордании «Аль-Вихдат».

### Карьера в сборной
В составе молодёжной сборной Сирии принимал участие на Летних Азиатских играх 2018 года. Дебютировал за сборную Сирии 8 июля 2019 года в товарищеском матче со сборной КНДР — Сирия выиграла матч со счётом 5:2.
В декабре 2023 года Курдогли был включён в состав сборной на Кубок Азии 2023. На том турнирн он был запасным и на поле так и не вышел — Сирия проиграла в серии пенальти сборной Ирана и выбыла из турнира.

## Достижения
«Тишрин»
- Чемпион Сирии (2) : 2019/20, 2020/21